# 1996 en els vols espacials
Aquest article és una llista d'esdeveniments de vols espacials relacionats que es van produir el 1996.

## Llançaments
| Data i hora (UTC)    | Coet | Coet                                            | Plataforma de llançament                                  | Plataforma de llançament                  | LSP                                                    | LSP                                                    |
| -------------------- | --- | ----------------------------------------------- | --------------------------------------------------------- | ----------------------------------------- | ------------------------------------------------------ | ------------------------------------------------------ |
| Data i hora (UTC)    | Càrrega útil | Operador                                        | Òrbita                                                    | Funció                                    | Deteriorament (UTC)                                    | Resultat                                               |
| Data i hora (UTC)    | Comentaris |                                                 |                                                           |                                           |                                                        |                                                        |
| Gener                | |                                                 |                                                           |                                           |                                                        |                                                        |
| 10 de gener          | Xina - DF-21 | Xina - DF-21                                    | Xina - Taiyuan                                            | Xina - Taiyuan                            | Xina                                                   | Xina                                                   |
| 10 de gener          | |                                                 | Suborbital                                                | Prova de míssils                          | 10 de gener                                            | Reeixit                                                |
| 11 de gener 09:41    | Estats Units - Transbordador espacial Endeavour | Estats Units - Transbordador espacial Endeavour | Estats Units - Kennedy LC-39B                             | Estats Units - Kennedy LC-39B             | Estats Units - United Space Alliance                   | Estats Units - United Space Alliance                   |
| 11 de gener 09:41    | Estats Units - STS-72 | NASA                                            | Terrestre baixa                                           | Recuperació de satèl·lit                  | 20 de gener 07:41                                      | Reeixit                                                |
| 11 de gener 09:41    | Estats Units - OAST-Flyer | NASA                                            | Terrestre baixa                                           | Desenvolupament de tecnologia             | 20 de gener 07:41                                      | Reeixit                                                |
| 11 de gener 09:41    | Vol orbital tripulat amb sis astronautes Recuperat pel Space Flyer Unit |                                                 |                                                           |                                           |                                                        |                                                        |
| 12 de gener 23:10    | Europa - Ariane 4 (44L) | Europa - Ariane 4 (44L)                         | França - Kourou ELA-2                                     | França - Kourou ELA-2                     | França - Arianespace                                   | França - Arianespace                                   |
| 12 de gener 23:10    | Estats Units - PAS-3R | PanAmSat                                        | Geosíncrona                                               | Comunicacions                             | En òrbita                                              | Operacional                                            |
| 12 de gener 23:10    | Malàisia - Measat-1 | Binariang                                       | Geosíncrona                                               | Comunicacions                             | En òrbita                                              | Operacional                                            |
| 12 de gener 23:10    | El Measat-1 és el primer satèl·lit malàisi |                                                 |                                                           |                                           |                                                        |                                                        |
| 14 de gener 11:10    | Estats Units - Delta II 7925 | Estats Units - Delta II 7925                    | Estats Units - Cape Canaveral LC-17B                      | Estats Units - Cape Canaveral LC-17B      | Estats Units - Boeing IDS                              | Estats Units - Boeing IDS                              |
| 14 de gener 11:10    | Corea del Sud - Koreasat-2 | Korea Telecom                                   | Actual: Cementiri Operacional: Geosíncrona                | Comunicacions                             | En òrbita                                              | Reeixit                                                |
| 14 de gener 11:10    | El Koreasat-2 va ser retirat el 8 d'abril 2000 |                                                 |                                                           |                                           |                                                        |                                                        |
| 16 de gener 15:33    | Rússia - Kosmos-3M | Rússia - Kosmos-3M                              | Rússia - Plesetsk Site 132/1                              | Rússia - Plesetsk Site 132/1              | Rússia                                                 | Rússia                                                 |
| 16 de gener 15:33    | Rússia - Kosmos 2327 (Parus) | MO RF                                           | Terrestre baixa                                           | Navegació                                 | En òrbita                                              | Operacional                                            |
| 25 de gener 09:56    | Rússia - Proton-K/DM-2 | Rússia - Proton-K/DM-2                          | Kazakhstan - Baikonur Site 200/39                         | Kazakhstan - Baikonur Site 200/39         | Rússia                                                 | Rússia                                                 |
| 25 de gener 09:56    | Rússia - Gorizont 31 | MOM                                             | Geosíncrona                                               | Comunicacions                             | En òrbita                                              | Reeixit                                                |
| 27 de gener          | Índia - Prithvi II | Índia - Prithvi II                              | Índia - Balasore                                          | Índia - Balasore                          | Índia - DRDO                                           | Índia - DRDO                                           |
| 27 de gener          | | DRDO                                            | Suborbital                                                | Prova de míssils                          | 27 de gener                                            | Reeixit                                                |
| 27 de gener          | Vol inaugural del míssil Prithvi II |                                                 |                                                           |                                           |                                                        |                                                        |
| Febrer               | |                                                 |                                                           |                                           |                                                        |                                                        |
| 1 de febrer 01:15    | Estats Units - Atlas IIAS | Estats Units - Atlas IIAS                       | Estats Units - Cape Canaveral LC-36B                      | Estats Units - Cape Canaveral LC-36B      | Estats Units Rússia - International Launch Services    | Estats Units Rússia - International Launch Services    |
| 1 de febrer 01:15    | Indonèsia - Palapa C1 | Telkom Indonesia                                | Geosíncrona                                               | Comunicacions                             | En òrbita                                              | Operacional                                            |
| 5 de febrer 07:19    | Europa - Ariane 4 (44P) | Europa - Ariane 4 (44P)                         | França - Kourou ELA-2                                     | França - Kourou ELA-2                     | França - Arianespace                                   | França - Arianespace                                   |
| 5 de febrer 07:19    | Japó - N-STAR-B | NTT                                             | Geosíncrona                                               | Comunicacions                             | En òrbita                                              | Operacional                                            |
| 11 de febrer 23:00   | Japó - S-310 | Japó - S-310                                    | Japó - Uchinoura LA-K                                     | Japó - Uchinoura LA-K                     | Japó - ISAS                                            | Japó - ISAS                                            |
| 11 de febrer 23:00   | Japó - NTV-1 | ISAS                                            | Suborbital                                                | Investigació en aeronomia                 | 11 de febrer                                           | Reeixit                                                |
| 11 de febrer 23:00   | Japó - J-I | Japó - J-I                                      | Japó - Tanegashima LA-N                                   | Japó - Tanegashima LA-N                   | Japó - NASDA                                           | Japó - NASDA                                           |
| 11 de febrer 23:00   | Japó - Hyflex | NASDA                                           | Suborbital                                                | Vol de proves                             | 11 de febrer                                           | Reeixit                                                |
| 11 de febrer 23:00   | Únic vol del J-I |                                                 |                                                           |                                           |                                                        |                                                        |
| 14 de febrer 19:01   | Xina - Llarga Marxa 3B | Xina - Llarga Marxa 3B                          | Xina - Taiyuan LC-2                                       | Xina - Taiyuan LC-2                       | Xina - CASC                                            | Xina - CASC                                            |
| 14 de febrer 19:01   | Nacions Unides - Intelsat 708 | Intelsat                                        | Destinat: Geosíncrona                                     | Comunicacions                             | +22 segons                                             | Error de llançament                                    |
| 14 de febrer 19:01   | Vol inaugural del Llarga Marxa 3B Pèrdua de control en T+2 segons, va explotar 20 segons després; Causant sis morts en terra |                                                 |                                                           |                                           |                                                        |                                                        |
| 17 de febrer 20:43   | Estats Units - Delta II 7925-8 | Estats Units - Delta II 7925-8                  | Estats Units - Cape Canaveral LC-17B                      | Estats Units - Cape Canaveral LC-17B      | Estats Units - Boeing IDS                              | Estats Units - Boeing IDS                              |
| 17 de febrer 20:43   | Estats Units - NEAR | NASA                                            | Heliocèntrica erosiana                                    | Sonda d'asteroide                         | 12 de febrer 2001 20:01                                | Reeixit                                                |
| 17 de febrer 20:43   | Sobrevol del 253 Mathilde, va entrar en òrbita i va aterrar en 433 Eros; Primera sonda en orbitar i aterrar sobre un asteroide Es va rebre el contecte final el 28 de febrer de 2001, i es va intentar, sense èxit el 10 de desembre de 2002 |                                                 |                                                           |                                           |                                                        |                                                        |
| 19 de febrer 00:58   | Ucraïna - Tsyklon-3 | Ucraïna - Tsyklon-3                             | Rússia - Plesetsk Site 32                                 | Rússia - Plesetsk Site 32                 | Rússia                                                 | Rússia                                                 |
| 19 de febrer 00:58   | Rússia - Gonets-D1 | Roskosmos                                       | Terrestre baixa                                           | Comunicacions                             | En òrbita                                              | Operacional                                            |
| 19 de febrer 00:58   | Rússia - Gonets-D1 | Roskosmos                                       | Terrestre baixa                                           | Comunicacions                             | En òrbita                                              | Operacional                                            |
| 19 de febrer 00:58   | Rússia - Gonets-D1 | Roskosmos                                       | Terrestre baixa                                           | Comunicacions                             | En òrbita                                              | Operacional                                            |
| 19 de febrer 00:58   | Rússia - Kosmos 2328 (Strela-3) | MO RF                                           | Terrestre baixa                                           | Comunicacions                             | En òrbita                                              | Operacional                                            |
| 19 de febrer 00:58   | Rússia - Kosmos 2329 (Strela-3) | MO RF                                           | Terrestre baixa                                           | Comunicacions                             | En òrbita                                              | Operacional                                            |
| 19 de febrer 00:58   | Rússia - Kosmos 2330 (Strela-3) | MO RF                                           | Terrestre baixa                                           | Comunicacions                             | En òrbita                                              | Operacional                                            |
| 19 de febrer 08:19   | Rússia - Proton-K/DM-2 | Rússia - Proton-K/DM-2                          | Kazakhstan - Baikonur Site 200/39                         | Kazakhstan - Baikonur Site 200/39         | Rússia                                                 | Rússia                                                 |
| 19 de febrer 08:19   | Rússia - Raduga 44L | MOM                                             | Destinat: Geosíncrona Actual: Transferència geosíncrona   | Comunicacions                             | En òrbita                                              | Error de llançament                                    |
| 19 de febrer 08:19   | Va fallar en encendre's el tram superior en la 2a ignició a causa d'una vàlvula bloquejada |                                                 |                                                           |                                           |                                                        |                                                        |
| 21 de febrer 12:34   | Rússia - Soiuz-U | Rússia - Soiuz-U                                | Kazakhstan - Baikonur Site 1/5                            | Kazakhstan - Baikonur Site 1/5            | Rússia - Roskosmos                                     | Rússia - Roskosmos                                     |
| 21 de febrer 12:34   | Rússia - Soiuz TM-23 | Roskosmos                                       | Terrestre baixa (Mir)                                     | Mir EO-21                                 | 2 de setembre 07:41                                    | Reeixit                                                |
| 21 de febrer 12:34   | Vol orbital tripulat amb dos cosmonautes |                                                 |                                                           |                                           |                                                        |                                                        |
| 22 de febrer 20:18   | Estats Units - Transbordador espacial Columbia | Estats Units - Transbordador espacial Columbia  | Estats Units - Kennedy LC-39B                             | Estats Units - Kennedy LC-39B             | Estats Units - United Space Alliance                   | Estats Units - United Space Alliance                   |
| 22 de febrer 20:18   | Estats Units - STS-75 | NASA                                            | Terrestre baixa                                           | USMP-3                                    | 9 de març 13:58                                        | Reeixit                                                |
| 22 de febrer 20:18   | Estats Units - TSS-1R | NASA                                            | Terrestre baixa                                           | Satèl·lit capturador                      | 19 de març                                             | Error                                                  |
| 22 de febrer 20:18   | Estats Units - EDO Pallet | NASA                                            | Terrestre baixa (Columbia)                                | Missió d'extensió de la paleta criogènica | 9 de març 13:58                                        | Reeixit                                                |
| 22 de febrer 20:18   | Vol orbital tripulat amb set astronautes El cable de subjecció del TSS-1R es va trencar durant el desplegament; Destinat a ser tornat a la Terra pel Columbia, però no es va poder recuperar |                                                 |                                                           |                                           |                                                        |                                                        |
| 23 de febrer 19:17   | Canadà - Black Brant IX | Canadà - Black Brant IX                         | Estats Units - White Sands LC-36                          | Estats Units - White Sands LC-36          | Estats Units - NASA                                    | Estats Units - NASA                                    |
| 23 de febrer 19:17   | | NASA                                            | Suborbital                                                | Desenvolupament de tecnologia             | 23 de febrer                                           | Reeixit                                                |
| 23 de febrer 19:44   | Canadà - Black Brant IX | Canadà - Black Brant IX                         | Estats Units - White Sands LC-36                          | Estats Units - White Sands LC-36          | Estats Units - NASA                                    | Estats Units - NASA                                    |
| 23 de febrer 19:44   | | NASA                                            | Suborbital                                                | Investigació ionosfèrica                  | 23 de febrer                                           | Reeixit                                                |
| 24 de febrer 11:24   | Estats Units - Delta II 7925-10 | Estats Units - Delta II 7925-10                 | Estats Units - Vandenberg SLC-2W                          | Estats Units - Vandenberg SLC-2W          | Estats Units - Boeing IDS                              | Estats Units - Boeing IDS                              |
| 24 de febrer 11:24   | Estats Units - Polar | NASA                                            | Terrestre Alta (el·líptica)                               | Investigació d'aurores                    | En òrbita                                              | Reeixit                                                |
| 24 de febrer 11:24   | La missió va finalitzar l'abril de 2008 |                                                 |                                                           |                                           |                                                        |                                                        |
| Març                 | |                                                 |                                                           |                                           |                                                        |                                                        |
| 2 de març 10:00      | Regne Unit - Skylark 7 | Regne Unit - Skylark 7                          | Suècia - Esrange Area S                                   | Suècia - Esrange Area S                   | Alemanya - DLR                                         | Alemanya - DLR                                         |
| 2 de març 10:00      | Alemanya - TEXUS 34 | DASA                                            | Suborbital                                                | Investigació de microgravetat             | 2 de març                                              | Reeixit                                                |
| 6 de març 03:35      | Canadà - Black Brant IX | Canadà - Black Brant IX                         | Estats Units - White Sands                                | Estats Units - White Sands                | Estats Units - NASA                                    | Estats Units - NASA                                    |
| 6 de març 03:35      | | NASA                                            | Suborbital                                                | Astronomia                                | 6 de març                                              | Reeixit                                                |
| 6 de març 20:01      | Estats Units - LGM-30G Minuteman III | Estats Units - LGM-30G Minuteman III            | Estats Units - Vandenberg LF-09                           | Estats Units - Vandenberg LF-09           | Estats Units - Força Aèria dels Estats Units d'Amèrica | Estats Units - Força Aèria dels Estats Units d'Amèrica |
| 6 de març 20:01      | Estats Units - FOT GT161GM | Força Aèria dels Estats Units d'Amèrica         | Suborbital                                                | Prova de míssils                          | 6 de març                                              | Reeixit                                                |
| 9 de març 01:53      | Estats Units - Pegasus-XL | Estats Units - Pegasus-XL                       | Estats Units - Stargazer, Vandenberg                      | Estats Units - Stargazer, Vandenberg      | Estats Units - Orbital Sciences                        | Estats Units - Orbital Sciences                        |
| 9 de març 01:53      | Estats Units - REX 2 | Força Aèria dels Estats Units d'Amèrica         | Terrestre baixa                                           | Investigació de la Ionosfera              | En òrbita                                              | Operacional                                            |
| 14 de març 07:11     | Europa - Ariane 4 (44LP) | Europa - Ariane 4 (44LP)                        | França - Kourou ELA-2                                     | França - Kourou ELA-2                     | França - Arianespace                                   | França - Arianespace                                   |
| 14 de març 07:11     | Nacions Unides - Intelsat 707 | Intelsat                                        | Geosíncrona                                               | Comunicacions                             | En òrbita                                              | Operacional                                            |
| 14 de març 17:40     | Rússia - Soiuz-U | Rússia - Soiuz-U                                | Rússia - Plesetsk Site 43/4                               | Rússia - Plesetsk Site 43/4               | Rússia                                                 | Rússia                                                 |
| 14 de març 17:40     | Rússia - Kosmos 2331 (Yantar-4K1) | MOM                                             | Terrestre baixa                                           | Reconeixement                             | 11 de juny                                             | Reeixit                                                |
| 21 de març 04:53     | Índia - PSLV | Índia - PSLV                                    | Índia - Sriharikota FLP                                   | Índia - Sriharikota FLP                   | Índia - ISRO                                           | Índia - ISRO                                           |
| 21 de març 04:53     | Índia - IRS-P3 | ISRO                                            | Heliosíncrona                                             | Teledetecció                              | En òrbita                                              | Reeixit                                                |
| 22 de març           | Estats Units - Hera | Estats Units - Hera                             | Estats Units - White Sands LC-94                          | Estats Units - White Sands LC-94          | Estats Units - Força Aèria dels Estats Units d'Amèrica | Estats Units - Força Aèria dels Estats Units d'Amèrica |
| 22 de març           | | Força Aèria dels Estats Units d'Amèrica         | Suborbital                                                | Objectiu d'ABM                            | 22 de març                                             | Reeixit                                                |
| 22 de març           | Estats Units - THAAD | Estats Units - THAAD                            | Estats Units - White Sands                                | Estats Units - White Sands                | Estats Units - Força Aèria dels Estats Units d'Amèrica | Estats Units - Força Aèria dels Estats Units d'Amèrica |
| 22 de març           | | Força Aèria dels Estats Units d'Amèrica         | Suborbital                                                | Prova d'ABM                               | 22 de març                                             | Reeixit                                                |
| 22 de març 08:13     | Estats Units - Transbordador espacial Atlantis | Estats Units - Transbordador espacial Atlantis  | Estats Units - Kennedy LC-39B                             | Estats Units - Kennedy LC-39B             | Estats Units - United Space Alliance                   | Estats Units - United Space Alliance                   |
| 22 de març 08:13     | Estats Units - STS-76 | NASA                                            | Terrestre baixa (Mir)                                     | Vol del Shuttle-Mir                       | 31 de març 13:28                                       | Reeixit                                                |
| 22 de març 08:13     | Estats Units - SpaceHab LSM | NASA/SpaceHab                                   | Terrestre baixa (Atlantis)                                | Logística                                 | 31 de març 13:28                                       | Reeixit                                                |
| 22 de març 08:13     | Vol orbital tripulat amb sis astronautes |                                                 |                                                           |                                           |                                                        |                                                        |
| 28 de març 00:21     | Estats Units - Delta II 7925-9.5 | Estats Units - Delta II 7925-9.5                | Estats Units - Cape Canaveral LC-17B                      | Estats Units - Cape Canaveral LC-17B      | Estats Units - Boeing IDS                              | Estats Units - Boeing IDS                              |
| 28 de març 00:21     | Estats Units - USA-117 (GPS IIA-16) | Força Aèria dels Estats Units d'Amèrica         | Terrestre Mitjana                                         | Navegació                                 | En òrbita                                              | Operacional                                            |
| Abril                | |                                                 |                                                           |                                           |                                                        |                                                        |
| 3 d'abril 15:59      | Canadà - Black Brant 9CM1 | Canadà - Black Brant 9CM1                       | Estats Units - White Sands LC-36                          | Estats Units - White Sands LC-36          | Estats Units - NASA                                    | Estats Units - NASA                                    |
| 3 d'abril 15:59      | | NASA                                            | Suborbital                                                | Aeronomia and microgravity research       | 3 d'abril                                              | Reeixit                                                |
| 3 d'abril 23:01      | Estats Units - Atlas IIA | Estats Units - Atlas IIA                        | Estats Units - Cape Canaveral LC-36A                      | Estats Units - Cape Canaveral LC-36A      | Estats Units Rússia - International Launch Services    | Estats Units Rússia - International Launch Services    |
| 3 d'abril 23:01      | Regne Unit - Inmarsat 3F1 | Inmarsat                                        | Geosíncrona                                               | Comunicacions                             | En òrbita                                              | Operacional                                            |
| 8 d'abril 23:09      | Rússia - Proton-K/DM-2M | Rússia - Proton-K/DM-2M                         | Kazakhstan - Baikonur Site 81/23                          | Kazakhstan - Baikonur Site 81/23          | Estats Units Rússia - International Launch Services    | Estats Units Rússia - International Launch Services    |
| 8 d'abril 23:09      | Luxemburg - Astra 1F | SES Astra                                       | Geosíncrona                                               | Comunicacions                             | En òrbita                                              | Operacional                                            |
| 17 d'abril 07:00     | Rússia - RT-2PM Topol | Rússia - RT-2PM Topol                           | Rússia - Plesetsk Site 158                                | Rússia - Plesetsk Site 158                | Rússia - RVSN                                          | Rússia - RVSN                                          |
| 17 d'abril 07:00     | | RVSN                                            | Suborbital                                                | Prova de míssils                          | 17 d'abril                                             | Reeixit                                                |
| 20 d'abril 22:36     | Europa - Ariane 4 (42P) | Europa - Ariane 4 (42P)                         | França - Kourou ELA-2                                     | França - Kourou ELA-2                     | França - Arianespace                                   | França - Arianespace                                   |
| 20 d'abril 22:36     | Canadà - MSAT-1 | TMI                                             | Geosíncrona                                               | Comunicacions                             | En òrbita                                              | Operacional                                            |
| 21 d'abril           | Estats Units - UGM-133 Trident II | Estats Units - UGM-133 Trident II               | Estats Units - Submarí, Eastern Range                     | Estats Units - Submarí, Eastern Range     | Estats Units - Marina dels Estats Units d'Amèrica      | Estats Units - Marina dels Estats Units d'Amèrica      |
| 21 d'abril           | | Marina dels Estats Units d'Amèrica              | Suborbital                                                | Prova de míssils                          | 21 d'abril                                             | Reeixit                                                |
| 21 d'abril           | Estats Units - UGM-133 Trident II | Estats Units - UGM-133 Trident II               | Estats Units - Submarí, Eastern Range                     | Estats Units - Submarí, Eastern Range     | Estats Units - Marina dels Estats Units d'Amèrica      | Estats Units - Marina dels Estats Units d'Amèrica      |
| 21 d'abril           | | Marina dels Estats Units d'Amèrica              | Suborbital                                                | Prova de míssils                          | 21 d'abril                                             | Reeixit                                                |
| 21 d'abril 11:48     | Rússia - Proton-K | Rússia - Proton-K                               | Kazakhstan - Baikonur Site 81/23                          | Kazakhstan - Baikonur Site 81/23          | Rússia - Roskosmos                                     | Rússia - Roskosmos                                     |
| 21 d'abril 11:48     | Rússia - Priroda | Roskosmos                                       | Terrestre baixa (Mir)                                     | Mòdul de la Mir                           | 23 de març 2001 05:50                                  | Reeixit                                                |
| 24 d'abril 12:27     | Estats Units - Delta II 7920-10 | Estats Units - Delta II 7920-10                 | Estats Units - Vandenberg SLC-2W                          | Estats Units - Vandenberg SLC-2W          | Estats Units - Boeing IDS                              | Estats Units - Boeing IDS                              |
| 24 d'abril 12:27     | Estats Units - MSX | BMDO                                            | Heliosíncrona                                             | Astronomia d'infraroigs                   | En òrbita                                              | Reeixit                                                |
| 24 d'abril 12:27     | Membre del Space Surveillance Network |                                                 |                                                           |                                           |                                                        |                                                        |
| 24 d'abril 13:00     | Rússia - Kosmos-3M | Rússia - Kosmos-3M                              | Rússia - Plesetsk Site 132/1                              | Rússia - Plesetsk Site 132/1              | Rússia                                                 | Rússia                                                 |
| 24 d'abril 13:00     | Rússia - Kosmos 2332 (Taifun) | MO RF                                           | Terrestre baixa                                           | Calibratge de radar                       | 28 de gener 2005                                       | Reeixit                                                |
| 24 d'abril 23:37     | Estats Units - Titan IVA (401)/Centaur | Estats Units - Titan IVA (401)/Centaur          | Estats Units - Cape Canaveral LC-41                       | Estats Units - Cape Canaveral LC-41       | Estats Units - Lockheed Martin                         | Estats Units - Lockheed Martin                         |
| 24 d'abril 23:37     | Estats Units - USA-118 (Mercury-2) | NRO                                             | Geosíncrona                                               | ELINT                                     | En òrbita                                              | Operacional                                            |
| 30 d'abril 04:31     | Estats Units - Atlas I | Estats Units - Atlas I                          | Estats Units - Cape Canaveral LC-36B                      | Estats Units - Cape Canaveral LC-36B      | Estats Units Rússia - International Launch Services    | Estats Units Rússia - International Launch Services    |
| 30 d'abril 04:31     | Itàlia - BeppoSAX | ASI                                             | Terrestre baixa                                           | Astronomia de raigs X                     | 30 d'abril 2003                                        | Reeixit                                                |
| Maig                 | |                                                 |                                                           |                                           |                                                        |                                                        |
| 3 de maig 04:16      | Regne Unit - Skylark 7 | Regne Unit - Skylark 7                          | Suècia - Esrange Area S                                   | Suècia - Esrange Area S                   | Alemanya - DLR                                         | Alemanya - DLR                                         |
| 3 de maig 04:16      | Suècia - MASER 7 | SSC                                             | Suborbital                                                | Investigació de microgravetat             | 3 de maig                                              | Reeixit                                                |
| 5 de maig 07:04      | Rússia - Soiuz-U | Rússia - Soiuz-U                                | Kazakhstan - Baikonur Site 1/5                            | Kazakhstan - Baikonur Site 1/5            | Rússia - Roskosmos                                     | Rússia - Roskosmos                                     |
| 5 de maig 07:04      | Rússia - Progress M-31 | Roskosmos                                       | Terrestre baixa (Mir)                                     | Logística                                 | 1 d'agost 20:33                                        | Reeixit                                                |
| 8 de maig 08:01      | Estats Units - LGM-118 Peacekeeper | Estats Units - LGM-118 Peacekeeper              | Estats Units - Vandenberg LF-05                           | Estats Units - Vandenberg LF-05           | Estats Units - Força Aèria dels Estats Units d'Amèrica | Estats Units - Força Aèria dels Estats Units d'Amèrica |
| 8 de maig 08:01      | | Força Aèria dels Estats Units d'Amèrica         | Suborbital                                                | Prova de míssils                          | 8 de maig                                              | Reeixit                                                |
| 12 de maig 21:32     | Estats Units - Titan IVA (403) | Estats Units - Titan IVA (403)                  | Estats Units - Vandenberg SLC-4E                          | Estats Units - Vandenberg SLC-4E          | Estats Units - Lockheed Martin                         | Estats Units - Lockheed Martin                         |
| 12 de maig 21:32     | Estats Units - USA-119 (NOSS 2–3) | NRO                                             | Terrestre baixa                                           | SIGINT                                    | En òrbita                                              | Operacional                                            |
| 12 de maig 21:32     | Estats Units - USA-120 (NOSS 2–3) | NRO                                             | Terrestre baixa                                           | SIGINT                                    | En òrbita                                              | Operacional                                            |
| 12 de maig 21:32     | Estats Units - USA-121 (NOSS 2–3) | NRO                                             | Terrestre baixa                                           | SIGINT                                    | En òrbita                                              | Operacional                                            |
| 12 de maig 21:32     | Estats Units - USA-122 (NOSS 2–3) | NRO                                             | Terrestre baixa                                           | SIGINT                                    | En òrbita                                              | Operacional                                            |
| 12 de maig 21:32     | Estats Units - USA-123 (TiPS) | NRL                                             | Terrestre baixa                                           | Comunicacions                             | En òrbita                                              | Operacional                                            |
| 12 de maig 21:32     | Estats Units - USA-124 (TiPS) | NRL                                             | Terrestre baixa                                           | Comunicacions                             | En òrbita                                              | Operacional                                            |
| 14 de maig 08:55     | Rússia - Soiuz-U | Rússia - Soiuz-U                                | Kazakhstan - Baikonur Site 31/6                           | Kazakhstan - Baikonur Site 31/6           | Rússia                                                 | Rússia                                                 |
| 14 de maig 08:55     | Rússia - Yantar-1KFT | VKS                                             | Destinat: Terrestre baixa                                 | Reconeixement                             | + 49 segons                                            | Error de llançament                                    |
| 14 de maig 08:55     | Es va desintegrar la càrrega |                                                 |                                                           |                                           |                                                        |                                                        |
| 16 de maig           | Estats Units - UGM-96 Trident I | Estats Units - UGM-96 Trident I                 | Estats Units - Submarí, Eastern Range                     | Estats Units - Submarí, Eastern Range     | Estats Units - Marina dels Estats Units d'Amèrica      | Estats Units - Marina dels Estats Units d'Amèrica      |
| 16 de maig           | | Marina dels Estats Units d'Amèrica              | Suborbital                                                | Prova de míssils                          | 16 de maig                                             | Reeixit                                                |
| 16 de maig           | Estats Units - UGM-96 Trident I | Estats Units - UGM-96 Trident I                 | Estats Units - Submarí, Eastern Range                     | Estats Units - Submarí, Eastern Range     | Estats Units - Marina dels Estats Units d'Amèrica      | Estats Units - Marina dels Estats Units d'Amèrica      |
| 16 de maig           | | Marina dels Estats Units d'Amèrica              | Suborbital                                                | Prova de míssils                          | 16 de maig                                             | Reeixit                                                |
| 16 de maig           | Estats Units - UGM-96 Trident I | Estats Units - UGM-96 Trident I                 | Estats Units - Submarí, Eastern Range                     | Estats Units - Submarí, Eastern Range     | Estats Units - Marina dels Estats Units d'Amèrica      | Estats Units - Marina dels Estats Units d'Amèrica      |
| 16 de maig           | | Marina dels Estats Units d'Amèrica              | Suborbital                                                | Prova de míssils                          | 16 de maig                                             | Reeixit                                                |
| 16 de maig           | Estats Units - UGM-96 Trident I | Estats Units - UGM-96 Trident I                 | Estats Units - Submarí, Eastern Range                     | Estats Units - Submarí, Eastern Range     | Estats Units - Marina dels Estats Units d'Amèrica      | Estats Units - Marina dels Estats Units d'Amèrica      |
| 16 de maig           | | Marina dels Estats Units d'Amèrica              | Suborbital                                                | Prova de míssils                          | 16 de maig                                             | Reeixit                                                |
| 16 de maig 01:56     | Europa - Ariane 4 (44L) | Europa - Ariane 4 (44L)                         | França - Kourou ELA-2                                     | França - Kourou ELA-2                     | França - Arianespace                                   | França - Arianespace                                   |
| 16 de maig 01:56     | Indonèsia - Palapa C2 | Telkom Indonesia                                | Geosíncrona                                               | Comunicacions                             | En òrbita                                              | Operacional                                            |
| 16 de maig 01:56     | Israel - AMOS 1 | Spacecom                                        | Geosíncrona                                               | Comunicacions                             | En òrbita                                              | Operacional                                            |
| 17 de maig 02:44     | Estats Units - Pegasus-H | Estats Units - Pegasus-H                        | Estats Units Stargazer, Vandenberg                        | Estats Units Stargazer, Vandenberg        | Estats Units - Orbital Sciences                        | Estats Units - Orbital Sciences                        |
| 17 de maig 02:44     | Estats Units - MSTI-3 | BMDO                                            | Terrestre baixa                                           | Desenvolupament de tecnologia             | 11 de desembre 1997                                    | Reeixit                                                |
| 19 de maig 10:30     | Estats Units - Transbordador Espacial Endeavour | Estats Units - Transbordador Espacial Endeavour | Estats Units - Kennedy LC-39B                             | Estats Units - Kennedy LC-39B             | Estats Units - United Space Alliance                   | Estats Units - United Space Alliance                   |
| 19 de maig 10:30     | Estats Units - STS-77 | NASA                                            | Terrestre baixa                                           | Investigació de microgravetat             | 29 de maig 11:10                                       | Reeixit                                                |
| 19 de maig 10:30     | Estats Units - SpaceHab LSM | NASA/SpaceHab                                   | Terrestre baixa (Endeavour)                               | Experiments científics                    | 29 de maig 11:10                                       | Reeixit                                                |
| 19 de maig 10:30     | Estats Units - SPARTAN-207 | NASA                                            | Terrestre baixa                                           | Demostració tecnològica                   | 29 de maig 11:10                                       | Reeixit                                                |
| 19 de maig 10:30     | Estats Units - IAE | NASA                                            | Terrestre baixa                                           | Demostració tecnològica                   | 22 de maig                                             | Reeixit                                                |
| 19 de maig 10:30     | Estats Units - PAMS | NASA                                            | Terrestre baixa                                           | Demostració tecnològica                   | 26 d'octubre                                           | Reeixit                                                |
| 19 de maig 10:30     | Vol orbital tripulat amb sis astronautes incloent el primer viatger a l'espai australià L'SPARTAN va ser utilitzat per implementar el satèl·lit IAE el 20 de maig; el PAMS va ser desplegat el 22 de maig |                                                 |                                                           |                                           |                                                        |                                                        |
| 24 de maig 01:09     | Estats Units - Delta II 7925 | Estats Units - Delta II 7925                    | Estats Units - Cape Canaveral LC-17B                      | Estats Units - Cape Canaveral LC-17B      | Estats Units - Boeing IDS                              | Estats Units - Boeing IDS                              |
| 24 de maig 01:09     | Estats Units - Galaxy 9 | PanAmSat                                        | Geosíncrona                                               | Comunicacions                             | En òrbita                                              | Operacional                                            |
| 25 de maig 02:05     | Rússia - Proton-K/DM-2 | Rússia - Proton-K/DM-2                          | Kazakhstan - Baikonur Site 200/39                         | Kazakhstan - Baikonur Site 200/39         | Rússia                                                 | Rússia                                                 |
| 25 de maig 02:05     | Rússia - Gorizont 32 | MOM                                             | Geosíncrona                                               | Comunicacions                             | En òrbita                                              | Operacional                                            |
| 30 de maig 08:01     | Estats Units - LGM-118 Peacekeeper | Estats Units - LGM-118 Peacekeeper              | Estats Units - Vandenberg LF-02                           | Estats Units - Vandenberg LF-02           | Estats Units - Força Aèria dels Estats Units d'Amèrica | Estats Units - Força Aèria dels Estats Units d'Amèrica |
| 30 de maig 08:01     | | Força Aèria dels Estats Units d'Amèrica         | Suborbital                                                | Prova de míssils                          | 30 de maig                                             | Reeixit                                                |
| Juny                 | |                                                 |                                                           |                                           |                                                        |                                                        |
| 4 de juny 05:06      | Canadà - Black Brant VIIIC | Canadà - Black Brant VIIIC                      | Estats Units - White Sands                                | Estats Units - White Sands                | Estats Units - NASA                                    | Estats Units - NASA                                    |
| 4 de juny 05:06      | Estats Units - XQC | NASA                                            | Suborbital                                                | Astronomia de raigs X                     | 4 de juny                                              | Reeixit                                                |
| 4 de juny 12:34      | Europa - Ariane 5G | Europa - Ariane 5G                              | França - Kourou ELA-3                                     | França - Kourou ELA-3                     | França - Arianespace                                   | França - Arianespace                                   |
| 4 de juny 12:34      | Europa - Cluster F1 | ESA                                             | Destinat: Terrestre Alta (el·líptica)                     | Investigació de la magnetosfera           | +37 segons                                             | Error de llançament                                    |
| 4 de juny 12:34      | Europa - Cluster F2 | ESA                                             | Destinat: Terrestre Alta (el·líptica)                     | Investigació de la magnetosfera           | +37 segons                                             | Error de llançament                                    |
| 4 de juny 12:34      | Europa - Cluster F3 | ESA                                             | Destinat: Terrestre Alta (el·líptica)                     | Investigació de la magnetosfera           | +37 segons                                             | Error de llançament                                    |
| 4 de juny 12:34      | Europa - Cluster F4 | ESA                                             | Destinat: Terrestre Alta (el·líptica)                     | Investigació de la magnetosfera           | +37 segons                                             | Error de llançament                                    |
| 4 de juny 12:34      | Vol inaugural de l'Ariane 5G; Ariane 5 Flight 501 Un error de programació va permetre el coet sortir de la trajectòria prevista |                                                 |                                                           |                                           |                                                        |                                                        |
| 6 de juny            | Rússia - UR-100N | Rússia - UR-100N                                | Kazakhstan - Baikonur                                     | Kazakhstan - Baikonur                     | Rússia - RVSN                                          | Rússia - RVSN                                          |
| 6 de juny            | | RVSN                                            | Suborbital                                                | Prova de míssils                          | 6 de juny                                              | Reeixit                                                |
| 6 de juny            | Rússia - RT-2PM Topol | Rússia - RT-2PM Topol                           | Rússia - Plesetsk Site 158                                | Rússia - Plesetsk Site 158                | Rússia - RVSN                                          | Rússia - RVSN                                          |
| 6 de juny            | | RVSN                                            | Suborbital                                                | Prova de míssils                          | 6 de juny                                              | Reeixit                                                |
| 15 de juny 06:55     | Europa - Ariane 4 (44P) | Europa - Ariane 4 (44P)                         | França - Kourou ELA-2                                     | França - Kourou ELA-2                     | França - Arianespace                                   | França - Arianespace                                   |
| 15 de juny 06:55     | Nacions Unides - Intelsat 709 | Intelsat                                        | Geosíncrona                                               | Comunicacions                             | En òrbita                                              | Operacional                                            |
| 17 de juny 05:50     | Canadà - Black Brant IX | Canadà - Black Brant IX                         | Estats Units - White Sands LC-36                          | Estats Units - White Sands LC-36          | Estats Units - NASA                                    | Estats Units - NASA                                    |
| 17 de juny 05:50     | | NASA                                            | Suborbital                                                | Radioastronomia                           | 17 de juny                                             | Reeixit                                                |
| 20 de juny 14:40     | Canadà - Black Brant IX | Canadà - Black Brant IX                         | Estats Units - White Sands LC-36                          | Estats Units - White Sands LC-36          | Estats Units - NASA                                    | Estats Units - NASA                                    |
| 20 de juny 14:40     | | NASA                                            | Suborbital                                                | Prova de coets                            | 20 de juny                                             | Reeixit                                                |
| 20 de juny 14:49     | Estats Units - Transbordador Espacial Columbia | Estats Units - Transbordador Espacial Columbia  | Estats Units - Kennedy LC-39B                             | Estats Units - Kennedy LC-39B             | Estats Units - United Space Alliance                   | Estats Units - United Space Alliance                   |
| 20 de juny 14:49     | Estats Units - STS-78 | NASA                                            | Terrestre baixa                                           | Investigació de microgravetat             | 7 de juliol 12:36                                      | Reeixit                                                |
| 20 de juny 14:49     | Estats Units - Spacelab Long Module 2 | NASA                                            | Terrestre baixa (Columbia)                                | Spacelab LMS-1                            | 7 de juliol 12:36                                      | Reeixit                                                |
| 20 de juny 14:49     | Estats Units - EDO Pallet | NASA                                            | Terrestre baixa (Columbia)                                | Missió d'extensió de la paleta criogènica | 7 de juliol 12:36                                      | Reeixit                                                |
| 20 de juny 14:49     | Vol orbital tripulat amb set astronautes |                                                 |                                                           |                                           |                                                        |                                                        |
| 20 de juny 18:45     | Rússia - Soiuz-U | Rússia - Soiuz-U                                | Rússia - Plesetsk Site 16/2                               | Rússia - Plesetsk Site 16/2               | Rússia                                                 | Rússia                                                 |
| 20 de juny 18:45     | Rússia - Yantar-4K1 | VKS                                             | Destinat: Terrestre baixa                                 | Reconeixement                             | +50 segons                                             | Error de llançament                                    |
| 20 de juny 18:45     | Es va desintegrar la càrrega |                                                 |                                                           |                                           |                                                        |                                                        |
| 26 de juny 12:17     | Estats Units - LGM-30G Minuteman III | Estats Units - LGM-30G Minuteman III            | Estats Units - Vandenberg LF-10                           | Estats Units - Vandenberg LF-10           | Estats Units - Força Aèria dels Estats Units d'Amèrica | Estats Units - Força Aèria dels Estats Units d'Amèrica |
| 26 de juny 12:17     | | Força Aèria dels Estats Units d'Amèrica         | Suborbital                                                | Prova de míssils                          | 26 de juny                                             | Reeixit                                                |
| 26 de juny 14:59     | Estats Units - LGM-30G Minuteman III | Estats Units - LGM-30G Minuteman III            | Estats Units - Vandenberg LF-04                           | Estats Units - Vandenberg LF-04           | Estats Units - Força Aèria dels Estats Units d'Amèrica | Estats Units - Força Aèria dels Estats Units d'Amèrica |
| 26 de juny 14:59     | | Força Aèria dels Estats Units d'Amèrica         | Suborbital                                                | Prova de míssils                          | 26 de juny                                             | Reeixit                                                |
| 26 de juny 19:00     | Canadà - Black Brant IX | Canadà - Black Brant IX                         | Estats Units - White Sands LC-36                          | Estats Units - White Sands LC-36          | Estats Units - NASA                                    | Estats Units - NASA                                    |
| 26 de juny 19:00     | | NASA                                            | Suborbital                                                | Observació solar                          | 26 de juny                                             | Reeixit                                                |
| 28 de juny           | Rússia - R-29 Vysota | Rússia - R-29 Vysota                            | Rússia - Submarí, Sea of Okhotsk                          | Rússia - Submarí, Sea of Okhotsk          | Rússia - Marina russa                                  | Rússia - Marina russa                                  |
| 28 de juny           | | Marina russa                                    | Suborbital                                                | Prova de míssils                          | 28 de juny                                             | Reeixit                                                |
| 28 de juny           | Rússia - R-29 Vysota | Rússia - R-29 Vysota                            | Rússia - Submarí, Sea of Okhotsk                          | Rússia - Submarí, Sea of Okhotsk          | Rússia - Marina russa                                  | Rússia - Marina russa                                  |
| 28 de juny           | | Marina russa                                    | Suborbital                                                | Prova de míssils                          | 28 de juny                                             | Reeixit                                                |
| 28 de juny           | Rússia - R-29 Vysota | Rússia - R-29 Vysota                            | Rússia - Submarí, Sea of Okhotsk                          | Rússia - Submarí, Sea of Okhotsk          | Rússia - Marina russa                                  | Rússia - Marina russa                                  |
| 28 de juny           | | Marina russa                                    | Suborbital                                                | Prova de míssils                          | 28 de juny                                             | Reeixit                                                |
| Juliol               | |                                                 |                                                           |                                           |                                                        |                                                        |
| 2 de juliol 07:48    | Estats Units - Pegasus-XL | Estats Units - Pegasus-XL                       | Estats UnitsStargazer, Vandenberg                         | Estats UnitsStargazer, Vandenberg         | Estats Units - Orbital Sciences                        | Estats Units - Orbital Sciences                        |
| 2 de juliol 07:48    | Estats Units - TOMS-EP | NASA                                            | Terrestre baixa                                           | Ozone mapping                             | En òrbita                                              | Operacional                                            |
| 3 de juliol 00:31    | Estats Units - Titan IVA (405) | Estats Units - Titan IVA (405)                  | Estats Units - Cape Canaveral LC-40                       | Estats Units - Cape Canaveral LC-40       | Lockheed Martin                                        | Lockheed Martin                                        |
| 3 de juliol 00:31    | Estats Units - USA-125 (SDS 2–4) | Força Aèria dels Estats Units d'Amèrica         | Terrestre Alta (el·líptica)                               | Comunicacions                             | En òrbita                                              | Operacional                                            |
| 3 de juliol 10:47    | Xina - Llarga Marxa 3 | Xina - Llarga Marxa 3                           | Xina - Xichang LC-1                                       | Xina - Xichang LC-1                       | Xina                                                   | Xina                                                   |
| 3 de juliol 10:47    | Xina - Apstar 1A | APT                                             | Geosíncrona                                               | Comunicacions                             | En òrbita                                              | Operacional                                            |
| 9 de juliol          | Estats Units - Aries | Estats Units - Aries                            | Estats Units - Wallops Island                             | Estats Units - Wallops Island             | Estats Units - Força Aèria dels Estats Units d'Amèrica | Estats Units - Força Aèria dels Estats Units d'Amèrica |
| 9 de juliol          | | Força Aèria dels Estats Units d'Amèrica         | Suborbital                                                | Demostració de traces                     | 9 de juliol                                            | Reeixit                                                |
| 9 de juliol 22:24    | Europa - Ariane 4 (44L) | Europa - Ariane 4 (44L)                         | França - Kourou ELA-2                                     | França - Kourou ELA-2                     | França - Arianespace                                   | França - Arianespace                                   |
| 9 de juliol 22:24    | Aràbia Saudita - Arabsat 2A | Arabsat                                         | Geosíncrona                                               | Comunicacions                             | En òrbita                                              | Operacional                                            |
| 9 de juliol 22:24    | Turquia - Turksat 1C | Turksat                                         | Geosíncrona                                               | Comunicacions                             | En òrbita                                              | Operacional                                            |
| 14 de juliol 07:15   | Canadà - Black Brant 9CM1 | Canadà - Black Brant 9CM1                       | Estats Units - White Sands LC-36                          | Estats Units - White Sands LC-36          | Estats Units - NASA                                    | Estats Units - NASA                                    |
| 14 de juliol 07:15   | Estats Units - NUVIEWS 1 | NASA                                            | Suborbital                                                | Astronomia ultraviolada                   | 14 de juliol                                           | Reeixit                                                |
| 15 de juliol         | Rússia - R-29 Vysota | Rússia - R-29 Vysota                            | Rússia - Submarí, Barents Sea                             | Rússia - Submarí, Barents Sea             | Rússia - Marina russa                                  | Rússia - Marina russa                                  |
| 15 de juliol         | | Marina russa                                    | Suborbital                                                | Prova de míssils                          | 15 de juliol                                           | Reeixit                                                |
| 15 de juliol         | Rússia - R-29 Vysota | Rússia - R-29 Vysota                            | Rússia - Submarí, Barents Sea                             | Rússia - Submarí, Barents Sea             | Rússia - Marina russa                                  | Rússia - Marina russa                                  |
| 15 de juliol         | | Marina russa                                    | Suborbital                                                | Prova de míssils                          | 15 de juliol                                           | Reeixit                                                |
| 15 de juliol 11:28   | Estats Units - Hera | Estats Units - Hera                             | Estats Units - White Sands LC-94                          | Estats Units - White Sands LC-94          | Estats Units - Força Aèria dels Estats Units d'Amèrica | Estats Units - Força Aèria dels Estats Units d'Amèrica |
| 15 de juliol 11:28   | | Força Aèria dels Estats Units d'Amèrica         | Suborbital                                                | ABM Objectiu                              | 15 de juliol                                           | Reeixit                                                |
| 15 de juliol 11:31   | Estats Units - THAAD | Estats Units - THAAD                            | Estats Units - White Sands                                | Estats Units - White Sands                | Estats Units - Força Aèria dels Estats Units d'Amèrica | Estats Units - Força Aèria dels Estats Units d'Amèrica |
| 15 de juliol 11:31   | | Força Aèria dels Estats Units d'Amèrica         | Suborbital                                                | Prova d'ABM                               | 15 de juliol                                           | Reeixit                                                |
| 15 de juliol 18:21   | Estats Units - Castor 4B | Estats Units - Castor 4B                        | Estats Units - Wake Island                                | Estats Units - Wake Island                | Estats Units - Orbital Sciences                        | Estats Units - Orbital Sciences                        |
| 15 de juliol 18:21   | | Orbital Sciences                                | Suborbital                                                | Re-entry test                             | 15 de juliol                                           | Reeixit                                                |
| 16 de juliol 00:50   | Estats Units - Delta II 7925-9.5 | Estats Units - Delta II 7925-9.5                | Estats Units - Cape Canaveral LC-17A                      | Estats Units - Cape Canaveral LC-17A      | Estats Units - Boeing IDS                              | Estats Units - Boeing IDS                              |
| 16 de juliol 00:50   | Estats Units - USA-126 (GPS IIA-17) | Força Aèria dels Estats Units d'Amèrica         | Terrestre Mitjana                                         | Navegació                                 | En òrbita                                              | Operacional                                            |
| 19 de juliol         | Estats Units - UGM-133 Trident II | Estats Units - UGM-133 Trident II               | Estats Units - Submarí, Eastern Range                     | Estats Units - Submarí, Eastern Range     | Estats Units - Marina dels Estats Units d'Amèrica      | Estats Units - Marina dels Estats Units d'Amèrica      |
| 19 de juliol         | | Marina dels Estats Units d'Amèrica              | Suborbital                                                | Prova de míssils                          | 19 de juliol                                           | Reeixit                                                |
| 19 de juliol         | Estats Units - UGM-133 Trident II | Estats Units - UGM-133 Trident II               | Estats Units - Submarí, Eastern Range                     | Estats Units - Submarí, Eastern Range     | Estats Units - Marina dels Estats Units d'Amèrica      | Estats Units - Marina dels Estats Units d'Amèrica      |
| 19 de juliol         | | Marina dels Estats Units d'Amèrica              | Suborbital                                                | Prova de míssils                          | 19 de juliol                                           | Reeixit                                                |
| 25 de juliol         | Rússia - RT-2PM Topol | Rússia - RT-2PM Topol                           | Rússia - Plesetsk Site 158                                | Rússia - Plesetsk Site 158                | Rússia - RVSN                                          | Rússia - RVSN                                          |
| 25 de juliol         | | RVSN                                            | Suborbital                                                | Prova de míssils                          | 25 de juliol                                           | Reeixit                                                |
| 25 de juliol 12:42   | Estats Units - Atlas II | Estats Units - Atlas II                         | Estats Units - Cape Canaveral LC-36A                      | Estats Units - Cape Canaveral LC-36A      | Estats Units                                           | Estats Units                                           |
| 25 de juliol 12:42   | Estats Units - USA-127 (UHF F/O F7) | Força Aèria dels Estats Units d'Amèrica         | Geosíncrona                                               | Comunicacions                             | En òrbita                                              | Operacional                                            |
| 26 de juliol 09:40   | Canadà - Black Brant 9CM1 | Canadà - Black Brant 9CM1                       | Estats Units - White Sands LC-36                          | Estats Units - White Sands LC-36          | Estats Units - NASA                                    | Estats Units - NASA                                    |
| 26 de juliol 09:40   | | NASA                                            | Suborbital                                                | Aeronomia                                 | 26 de juliol                                           | Reeixit                                                |
| 31 de juliol 20:00   | Rússia - Soiuz-U | Rússia - Soiuz-U                                | Kazakhstan - Baikonur Site 1/5                            | Kazakhstan - Baikonur Site 1/5            | Rússia - Roskosmos                                     | Rússia - Roskosmos                                     |
| 31 de juliol 20:00   | Rússia - Progress M-32 | Roskosmos                                       | Terrestre baixa (Mir)                                     | Logística                                 | 20 de novembre 22:42                                   | Reeixit                                                |
| Agost                | |                                                 |                                                           |                                           |                                                        |                                                        |
| 8 d'agost 22:49      | Europa - Ariane 4 (44L) | Europa - Ariane 4 (44L)                         | França - Kourou ELA-2                                     | França - Kourou ELA-2                     | França - Arianespace                                   | França - Arianespace                                   |
| 8 d'agost 22:49      | Itàlia - Italsat F2 | ASI                                             | Geosíncrona                                               | Comunicacions                             | En òrbita                                              | Operacional                                            |
| 8 d'agost 22:49      | França - Telecom 2D | France Télécom                                  | Geosíncrona                                               | Comunicacions                             | En òrbita                                              | Operacional                                            |
| 12 d'agost 18:58     | Estats Units - Nike Orion | Estats Units - Nike Orion                       | Estats Units - White Sands                                | Estats Units - White Sands                | Estats Units - NASA                                    | Estats Units - NASA                                    |
| 12 d'agost 18:58     | | NASA                                            | Suborbital                                                | Aeronomia                                 | 12 d'agost                                             | Reeixit                                                |
| 14 d'agost 22:20     | Rússia - Molniya-M | Rússia - Molniya-M                              | Rússia - Plesetsk Site 43/3                               | Rússia - Plesetsk Site 43/3               | Rússia                                                 | Rússia                                                 |
| 14 d'agost 22:20     | Rússia - Molniya 1-89 | MOM                                             | Molnia                                                    | Comunicacions                             | 7 d'abril 2012                                         | Reeixit                                                |
| 17 d'agost 01:58     | Japó - H-II | Japó - H-II                                     | Japó - Tanegashima LA-Y1                                  | Japó - Tanegashima LA-Y1                  | Japó - NASDA                                           | Japó - NASDA                                           |
| 17 d'agost 01:58     | Japó - ADEOS (Midori) | NASDA                                           | Terrestre baixa                                           | Investigació atmosfèrica                  | En òrbita                                              | Operacional                                            |
| 17 d'agost 01:58     | Japó - JAS-2 (Fuji-2) | JARL                                            | Terrestre baixa                                           | Comunicacions                             | En òrbita                                              | Operacional                                            |
| 17 d'agost 13:18     | Rússia - Soiuz-U | Rússia - Soiuz-U                                | Kazakhstan - Baikonur Site 1/5                            | Kazakhstan - Baikonur Site 1/5            | Rússia - Roskosmos                                     | Rússia - Roskosmos                                     |
| 17 d'agost 13:18     | Rússia - Soiuz TM-24 | Roskosmos                                       | Terrestre baixa (Mir)                                     | Mir EO-22                                 | 2 de març 1997 06:44                                   | Reeixit                                                |
| 17 d'agost 13:18     | Vol orbital tripulat amb tres cosmonautes |                                                 |                                                           |                                           |                                                        |                                                        |
| 18 d'agost 10:27     | Xina - Llarga Marxa 3 | Xina - Llarga Marxa 3                           | Xina - Xichang LC-1                                       | Xina - Xichang LC-1                       | Xina                                                   | Xina                                                   |
| 18 d'agost 10:27     | Xina - Chinasat 7 | Chinasat                                        | Destinat: Geosíncrona Actual: Terrestre Alta (el·líptica) | Comunicacions                             | En òrbita                                              | Error de llançament                                    |
| 18 d'agost 10:27     | Un error en la 3a etapa va permetre la col·locació del satèl·lit en òrbita incorrecta |                                                 |                                                           |                                           |                                                        |                                                        |
| 20 d'agost 15:30     | Japó - S-310 | Japó - S-310                                    | Japó - Uchinoura Area K                                   | Japó - Uchinoura Area K                   | Japó - ISAS                                            | Japó - ISAS                                            |
| 20 d'agost 15:30     | Japó - SEEK | ISAS                                            | Suborbital                                                | Investigació de plasma                    | 20 d'agost                                             | Reeixit                                                |
| 20 d'agost 16:00     | Canadà - Black Brant 9CM1 | Canadà - Black Brant 9CM1                       | Estats Units - White Sands LC-36                          | Estats Units - White Sands LC-36          | Estats Units - NASA                                    | Estats Units - NASA                                    |
| 20 d'agost 16:00     | | NASA                                            | Suborbital                                                | Investigació solar                        | 20 d'agost                                             | Reeixit                                                |
| 21 d'agost 09:47     | Estats Units - Pegasus-XL | Estats Units - Pegasus-XL                       | Estats UnitsStargazer, Vandenberg                         | Estats UnitsStargazer, Vandenberg         | Estats Units - Orbital Sciences                        | Estats Units - Orbital Sciences                        |
| 21 d'agost 09:47     | Estats Units - FAST | NASA                                            | Terrestre baixa                                           | Investigació de la magnetosfera           | En òrbita                                              | Operacional                                            |
| 26 d'agost 14:00     | Japó - S-310 | Japó - S-310                                    | Japó - Uchinoura Area K                                   | Japó - Uchinoura Area K                   | Japó - ISAS                                            | Japó - ISAS                                            |
| 26 d'agost 14:00     | Japó - SEEK | ISAS                                            | Suborbital                                                | Investigació de plasma                    | 26 d'agost                                             | Reeixit                                                |
| 29 d'agost           | Canadà - Black Brant VC | Canadà - Black Brant VC                         | Estats Units - Wallops Island                             | Estats Units - Wallops Island             | Estats Units - Força Aèria dels Estats Units d'Amèrica | Estats Units - Força Aèria dels Estats Units d'Amèrica |
| 29 d'agost           | | Força Aèria dels Estats Units d'Amèrica         | Suborbital                                                | Prova de coets                            | 29 d'agost                                             | Reeixit                                                |
| 29 d'agost 05:22     | Rússia - Molniya-M | Rússia - Molniya-M                              | Rússia - Plesetsk Site 43/3                               | Rússia - Plesetsk Site 43/3               | Rússia                                                 | Rússia                                                 |
| 29 d'agost 05:22     | Argentina - MUSAT | CONAE                                           | Molnia                                                    | Investigació de la magnetosfera           | 12 de novembre 1999                                    | Reeixit                                                |
| 29 d'agost 05:22     | Rússia - Interbol 2 | Roskosmos                                       | Molnia                                                    |                                           | En òrbita                                              | Operacional                                            |
| 29 d'agost 05:22     | Txèquia - Magion 5 |                                                 | Molnia                                                    | Investigació en aurores                   | En òrbita                                              | Reeixit                                                |
| 31 d'agost 15:41     | Estats Units - STARS | Estats Units - STARS                            | Estats Units - Barking Sands                              | Estats Units - Barking Sands              | Estats Units - Força Aèria dels Estats Units d'Amèrica | Estats Units - Força Aèria dels Estats Units d'Amèrica |
| 31 d'agost 15:41     | Estats Units - ODES/MSX MDT-2 | Força Aèria dels Estats Units d'Amèrica         | Suborbital                                                | Objectiu                                  | 31 d'agost                                             | Reeixit                                                |
| Setembre             | |                                                 |                                                           |                                           |                                                        |                                                        |
| 4 de setembre 09:01  | Ucraïna - Zenit-2 | Ucraïna - Zenit-2                               | Kazakhstan - Baikonur Site 45/1                           | Kazakhstan - Baikonur Site 45/1           | Rússia                                                 | Rússia                                                 |
| 4 de setembre 09:01  | Estats Units - Kosmos 2333 (Tselina-2) | MO RF                                           | Terrestre baixa                                           | ELINT                                     | En òrbita                                              | Operacional                                            |
| 5 de setembre 12:47  | Rússia - Kosmos-3M | Rússia - Kosmos-3M                              | Rússia - Plesetsk Site 132/1                              | Rússia - Plesetsk Site 132/1              | Rússia                                                 | Rússia                                                 |
| 5 de setembre 12:47  | Rússia - Kosmos 2334 (Parus) | MO RF                                           | Terrestre baixa                                           | Navegació                                 | En òrbita                                              | Operacional                                            |
| 5 de setembre 12:47  | Mèxic - Oscar 30 | UNAMSAT                                         | Terrestre baixa                                           | Comunicacions                             | En òrbita                                              | Operacional                                            |
| 6 de setembre 17:37  | Rússia - Proton-K/DM-2 | Rússia - Proton-K/DM-2                          | Kazakhstan - Baikonur Site 81/23                          | Kazakhstan - Baikonur Site 81/23          | Estats Units Rússia - International Launch Services    | Estats Units Rússia - International Launch Services    |
| 6 de setembre 17:37  | Regne Unit - Inmarsat 3F2 | Inmarsat                                        | Geosíncrona                                               | Comunicacions                             | En òrbita                                              | Operacional                                            |
| 8 de setembre 21:49  | Estats Units - Atlas IIA | Estats Units - Atlas IIA                        | Estats Units - Cape Canaveral LC-36B                      | Estats Units - Cape Canaveral LC-36B      | Estats Units Rússia - International Launch Services    | Estats Units Rússia - International Launch Services    |
| 8 de setembre 21:49  | Estats Units - GE 1 | GE Americom                                     | Geosíncrona                                               | Comunicacions                             | En òrbita                                              | Operacional                                            |
| 11 de setembre 00:00 | Europa - Ariane 4 (42P) | Europa - Ariane 4 (42P)                         | França - Kourou ELA-2                                     | França - Kourou ELA-2                     | França - Arianespace                                   | França - Arianespace                                   |
| 11 de setembre 00:00 | Estats Units - Echostar II | EchoStar                                        | Geosíncrona                                               | Comunicacions                             | En òrbita                                              | Reeixit                                                |
| 11 de setembre 00:00 | Retirat després d'un malfuncionament el 14 de juliol de 2008 |                                                 |                                                           |                                           |                                                        |                                                        |
| 11 de setembre 08:01 | Estats Units - LGM-118 Peacekeeper | Estats Units - LGM-118 Peacekeeper              | Estats Units - Vandenberg LF-05                           | Estats Units - Vandenberg LF-05           | Estats Units - Força Aèria dels Estats Units d'Amèrica | Estats Units - Força Aèria dels Estats Units d'Amèrica |
| 11 de setembre 08:01 | | Força Aèria dels Estats Units d'Amèrica         | Suborbital                                                | Prova de míssils                          | 11 de setembre                                         | Reeixit                                                |
| 12 de setembre 08:49 | Estats Units - Delta II 7925-9.5 | Estats Units - Delta II 7925-9.5                | Estats Units - Cape Canaveral LC-17A                      | Estats Units - Cape Canaveral LC-17A      | Estats Units - Boeing IDS                              | Estats Units - Boeing IDS                              |
| 12 de setembre 08:49 | Estats Units - USA-128 (GPS IIA-18) | Força Aèria dels Estats Units d'Amèrica         | Terrestre Mitjana                                         | Navegació                                 | En òrbita                                              | Operacional                                            |
| 16 de setembre 08:54 | Estats Units - Transbordador Espacial Atlantis | Estats Units - Transbordador Espacial Atlantis  | Estats Units - Kennedy LC-39A                             | Estats Units - Kennedy LC-39A             | Estats Units - United Space Alliance                   | Estats Units - United Space Alliance                   |
| 16 de setembre 08:54 | Estats Units - STS-79 | NASA                                            | Terrestre baixa                                           | Vol del Shuttle-Mir                       | 26 de setembre 12:13                                   | Reeixit                                                |
| 16 de setembre 08:54 | Estats Units - SpaceHab LDM | NASA/SpaceHab                                   | Terrestre baixa (Atlantis)                                | Logística                                 | 26 de setembre 12:13                                   | Reeixit                                                |
| 16 de setembre 08:54 | Vol orbital tripulat amb sis astronautes |                                                 |                                                           |                                           |                                                        |                                                        |
| 24 de setembre 22:00 | Japó - TR-1 | Japó - TR-1                                     | Japó - Tanegashima LA-T                                   | Japó - Tanegashima LA-T                   | Japó - NASDA                                           | Japó - NASDA                                           |
| 24 de setembre 22:00 | | NASDA                                           | Suborbital                                                | Investigació de microgravetat             | 24 de setembre                                         | Reeixit                                                |
| 26 de setembre 17:50 | Rússia - Proton-K/DM-2M | Rússia - Proton-K/DM-2M                         | Kazakhstan - Baikonur Site 200/39                         | Kazakhstan - Baikonur Site 200/39         | Rússia                                                 | Rússia                                                 |
| 26 de setembre 17:50 | Rússia - Ekspress-6 | RSCSC                                           | Geosíncrona                                               | Comunicacions                             | En òrbita                                              | Operacional                                            |
| 27 de setembre 16:51 | Estats Units - LGM-30F Minuteman II | Estats Units - LGM-30F Minuteman II             | Estats Units - Vandenberg LF-03                           | Estats Units - Vandenberg LF-03           | Estats Units - Força Aèria dels Estats Units d'Amèrica | Estats Units - Força Aèria dels Estats Units d'Amèrica |
| 27 de setembre 16:51 | | Força Aèria dels Estats Units d'Amèrica         | Suborbital                                                | Objectiu                                  | 27 de setembre                                         | Reeixit                                                |
| Octubre              | |                                                 |                                                           |                                           |                                                        |                                                        |
| 2 d'octubre          | Estats Units - UGM-96 Trident I | Estats Units - UGM-96 Trident I                 | Estats Units - Submarí, Eastern Range                     | Estats Units - Submarí, Eastern Range     | Estats Units - Marina dels Estats Units d'Amèrica      | Estats Units - Marina dels Estats Units d'Amèrica      |
| 2 d'octubre          | | Marina dels Estats Units d'Amèrica              | Suborbital                                                | Prova de míssils                          | 2 d'octubre                                            | Reeixit                                                |
| 3 d'octubre          | Rússia - RT-2PM Topol | Rússia - RT-2PM Topol                           | Rússia - Plesetsk Site 158                                | Rússia - Plesetsk Site 158                | Rússia - RVSN                                          | Rússia - RVSN                                          |
| 3 d'octubre          | | RVSN                                            | Suborbital                                                | Prova de míssils                          | 3 d'octubre                                            | Reeixit                                                |
| 3 d'octubre          | Rússia - R-29 Vysota | Rússia - R-29 Vysota                            | Rússia - Submarí, Barents Sea                             | Rússia - Submarí, Barents Sea             | Rússia - Marina russa                                  | Rússia - Marina russa                                  |
| 3 d'octubre          | | Marina russa                                    | Suborbital                                                | Prova de míssils                          | 3 d'octubre                                            | Reeixit                                                |
| 9 d'octubre          | Estats Units - Hera | Estats Units - Hera                             | Estats Units - White Sands LC-94                          | Estats Units - White Sands LC-94          | Estats Units - Força Aèria dels Estats Units d'Amèrica | Estats Units - Força Aèria dels Estats Units d'Amèrica |
| 9 d'octubre          | | Força Aèria dels Estats Units d'Amèrica         | Suborbital                                                | ABM Objectiu                              | 9 d'octubre                                            | Reeixit                                                |
| 9 d'octubre          | Estats Units - THAAD | Estats Units - THAAD                            | Estats Units - White Sands                                | Estats Units - White Sands                | Estats Units - Força Aèria dels Estats Units d'Amèrica | Estats Units - Força Aèria dels Estats Units d'Amèrica |
| 9 d'octubre          | | Força Aèria dels Estats Units d'Amèrica         | Suborbital                                                | Prova d'ABM                               | 9 d'octubre                                            | Reeixit                                                |
| 16 d'octubre 10:41   | Estats Units - LCLV | Estats Units - LCLV                             | Estats Units - Wallops Island                             | Estats Units - Wallops Island             | Estats Units - Força Aèria dels Estats Units d'Amèrica | Estats Units - Força Aèria dels Estats Units d'Amèrica |
| 16 d'octubre 10:41   | Estats Units - Red Tigress 3 | Força Aèria dels Estats Units d'Amèrica         | Suborbital                                                | Objectiu                                  | 16 d'octubre                                           | Reeixit                                                |
| 16 d'octubre 16:02   | Canadà - Black Brant IX | Canadà - Black Brant IX                         | Estats Units - White Sands LC-36                          | Estats Units - White Sands LC-36          | Estats Units - NASA                                    | Estats Units - NASA                                    |
| 16 d'octubre 16:02   | | NASA                                            | Suborbital                                                | Desenvolupament de tecnologia             | 16 d'octubre                                           | Reeixit                                                |
| 20 d'octubre 07:20   | Xina - Llarga Marxa 2D | Xina - Llarga Marxa 2D                          | Xina - Jiuquan                                            | Xina - Jiuquan                            | Xina                                                   | Xina                                                   |
| 20 d'octubre 07:20   | Xina - FSW-2-3 | CASC                                            | Terrestre baixa                                           | Reconeixement                             | 4 de novembre                                          | Reeixit                                                |
| 21 d'octubre 03:00   | Canadà - Black Brant IX | Canadà - Black Brant IX                         | Estats Units - White Sands LC-36                          | Estats Units - White Sands LC-36          | Estats Units - NASA                                    | Estats Units - NASA                                    |
| 21 d'octubre 03:00   | | NASA                                            | Suborbital                                                | Astronomia                                | 21 d'octubre                                           | Reeixit                                                |
| 24 d'octubre 11:37   | Rússia - Molniya-M | Rússia - Molniya-M                              | Rússia - Plesetsk Site 43/4                               | Rússia - Plesetsk Site 43/4               | Rússia                                                 | Rússia                                                 |
| 24 d'octubre 11:37   | Rússia - Molniya 3–48 | MOM                                             | Molnia                                                    | Comunicacions                             | 18 d'octubre 2007 03:51                                | Reeixit                                                |
| 28 d'octubre         | Estats Units - UGM-133 Trident II | Estats Units - UGM-133 Trident II               | Estats Units - Submarí, Eastern Range                     | Estats Units - Submarí, Eastern Range     | Estats Units - Marina dels Estats Units d'Amèrica      | Estats Units - Marina dels Estats Units d'Amèrica      |
| 28 d'octubre         | | Marina dels Estats Units d'Amèrica              | Suborbital                                                | Prova de míssils                          | 28 d'octubre                                           | Reeixit                                                |
| 28 d'octubre         | Estats Units - UGM-133 Trident II | Estats Units - UGM-133 Trident II               | Estats Units - Submarí, Eastern Range                     | Estats Units - Submarí, Eastern Range     | Estats Units - Marina dels Estats Units d'Amèrica      | Estats Units - Marina dels Estats Units d'Amèrica      |
| 28 d'octubre         | | Marina dels Estats Units d'Amèrica              | Suborbital                                                | Prova de míssils                          | 28 d'octubre                                           | Reeixit                                                |
| 29 d'octubre 03:30   | Canadà - Black Brant IX | Canadà - Black Brant IX                         | Estats Units - White Sands LC-36                          | Estats Units - White Sands LC-36          | Estats Units - NASA                                    | Estats Units - NASA                                    |
| 29 d'octubre 03:30   | | NASA                                            | Suborbital                                                | Aeronomia                                 | 29 d'octubre                                           | Reeixit                                                |
| Novembre             | |                                                 |                                                           |                                           |                                                        |                                                        |
| 4 de novembre 17:08  | Estats Units - Pegasus-XL | Estats Units - Pegasus-XL                       | Estats Units - Stargazer, Wallops Island                  | Estats Units - Stargazer, Wallops Island  | Estats Units - Orbital Sciences                        | Estats Units - Orbital Sciences                        |
| 4 de novembre 17:08  | Estats Units - HETE | NASA                                            | Terrestre baixa                                           | Astronomia                                | 7 d'abril 2002                                         | Error de llançament                                    |
| 4 de novembre 17:08  | Argentina - SAC-B | CONAE                                           | Terrestre baixa                                           | Desenvolupament de tecnologia             | 7 d'abril 2002                                         | Error de llançament                                    |
| 4 de novembre 17:08  | Les dues càrregues van fallar en separar-se des del vehicle de llançament |                                                 |                                                           |                                           |                                                        |                                                        |
| 6 de novembre 13:06  | Estats Units - LGM-118 Peacekeeper | Estats Units - LGM-118 Peacekeeper              | Estats Units - Vandenberg LF-02                           | Estats Units - Vandenberg LF-02           | Estats Units - Força Aèria dels Estats Units d'Amèrica | Estats Units - Força Aèria dels Estats Units d'Amèrica |
| 6 de novembre 13:06  | | Força Aèria dels Estats Units d'Amèrica         | Suborbital                                                | Prova de míssils                          | 6 de novembre                                          | Reeixit                                                |
| 7 de novembre 17:00  | Estats Units - Delta II 7925 | Estats Units - Delta II 7925                    | Estats Units - Cape Canaveral LC-17A                      | Estats Units - Cape Canaveral LC-17A      | Estats Units - Boeing IDS                              | Estats Units - Boeing IDS                              |
| 7 de novembre 17:00  | Estats Units - Mars Global Surveyor | NASA                                            | Areocèntrica                                              | Orbitador de Mart                         | En òrbita                                              | Reeixit                                                |
| 7 de novembre 17:00  | Es va perdre el contacte el 2 de novembre de 2006 i es va declarar la missió com a complerta el 10 de gener de 2007 després de nombrosos intents de solució de problemes per recuperar el contacte. |                                                 |                                                           |                                           |                                                        |                                                        |
| 9 de novembre 08:50  | Rússia - RT-2PM Topol | Rússia - RT-2PM Topol                           | Rússia - Plesetsk Site 158                                | Rússia - Plesetsk Site 158                | Rússia - RVSN                                          | Rússia - RVSN                                          |
| 9 de novembre 08:50  | | RVSN                                            | Suborbital                                                | Prova de míssils                          | 9 de novembre                                          | Reeixit                                                |
| 13 de novembre 18:30 | Canadà - Black Brant IX | Canadà - Black Brant IX                         | Estats Units - White Sands LC-36                          | Estats Units - White Sands LC-36          | Estats Units - NASA                                    | Estats Units - NASA                                    |
| 13 de novembre 18:30 | Estats Units - SERTS-96 | NASA                                            | Suborbital                                                | Observació solar                          | 13 de novembre                                         | Reeixit                                                |
| 13 de novembre 22:40 | Europa - Ariane 4 (44L) | Europa - Ariane 4 (44L)                         | França - Kourou ELA-2                                     | França - Kourou ELA-2                     | França - Arianespace                                   | França - Arianespace                                   |
| 13 de novembre 22:40 | Aràbia Saudita - Arabsat 2B | Arabsat                                         | Geosíncrona                                               | Comunicacions                             | En òrbita                                              | Operacional                                            |
| 13 de novembre 22:40 | Malàisia - Measat-2 | Binariang                                       | Geosíncrona                                               | Comunicacions                             | En òrbita                                              | Operacional                                            |
| 16 de novembre 20:48 | Rússia - Proton-K/D-2 | Rússia - Proton-K/D-2                           | Kazakhstan - Baikonur Site 200/39                         | Kazakhstan - Baikonur Site 200/39         | Rússia - VKS                                           | Rússia - VKS                                           |
| 16 de novembre 20:48 | Rússia - Mars 96 (Mars-8) | VKS                                             | Destinat: Areocèntrica Actual: Terrestre baixa            | Orbitador de Mart                         | 17 de novembre                                         | Error                                                  |
| 16 de novembre 20:48 | Va fallar en reencendre's el tram superior per la sortida de l'òrbita terrestre; es va reentrar l'endemà |                                                 |                                                           |                                           |                                                        |                                                        |
| 17 de novembre 13:30 | Estats Units - Terrier-Orion | Estats Units - Terrier-Orion                    | Estats Units - White Sands LC-36                          | Estats Units - White Sands LC-36          | Estats Units - NASA                                    | Estats Units - NASA                                    |
| 17 de novembre 13:30 | | NASA                                            | Suborbital                                                | Prova de coets                            | 17 de novembre                                         | Reeixit                                                |
| 19 de novembre 19:55 | Estats Units - Transbordador Espacial Columbia | Estats Units - Transbordador Espacial Columbia  | Estats Units - Kennedy LC-39B                             | Estats Units - Kennedy LC-39B             | Estats Units - United Space Alliance                   | Estats Units - United Space Alliance                   |
| 19 de novembre 19:55 | Estats Units - STS-80 | NASA                                            | Terrestre baixa                                           | Investigació de microgravetat             | 7 de desembre 11:49                                    | Reeixit                                                |
| 19 de novembre 19:55 | Estats Units - ORFEUS-SPAS | NASA                                            | Terrestre baixa                                           | Astronomia ultraviolada                   | 7 de desembre 11:49                                    | Reeixit                                                |
| 19 de novembre 19:55 | Estats Units - Wake Shield Facility | NASA                                            | Terrestre baixa                                           | Investigació de materials                 | 7 de desembre 11:49                                    | Reeixit                                                |
| 19 de novembre 19:55 | Estats Units - EDO Pallet | NASA                                            | Terrestre baixa (Columbia)                                | Missió d'extensió de la paleta criogènica | 7 de desembre 11:49                                    | Reeixit                                                |
| 19 de novembre 19:55 | Vol orbital tripulat amb cinc astronautes; Es van cancel·lar tots els EVAs a causa d'un malfuncionament en la cambra d'aire; El vol de més llarga duració de la història del Transbordador Espacial Story Musgrave es converteix en l'únic astronauta nord-americà en volar en els cinc orbitadors del Transbordador Espacial El ORFEUS-SPAS va ser desplegat el 20 de novembre i recuperat el 4 de desembre; el WSF va ser desplegat el 22 de novembre i recuperat el 26 de novembre |                                                 |                                                           |                                           |                                                        |                                                        |
| 19 de novembre 23:20 | Rússia - Soiuz-U | Rússia - Soiuz-U                                | Kazakhstan - Baikonur Site 1/5                            | Kazakhstan - Baikonur Site 1/5            | Rússia - Roskosmos                                     | Rússia - Roskosmos                                     |
| 19 de novembre 23:20 | Rússia - Progress M-33 | Roskosmos                                       | Terrestre baixa (Mir)                                     | Logística                                 | 12 de març 1997 03:23                                  | Error parcial                                          |
| 19 de novembre 23:20 | Es va fallar en reacoblar-se després del vol lliure del febrer–març del 1997 |                                                 |                                                           |                                           |                                                        |                                                        |
| 21 de novembre 20:47 | Estats Units - Atlas IIA | Estats Units - Atlas IIA                        | Estats Units - Cape Canaveral LC-36A                      | Estats Units - Cape Canaveral LC-36A      | Estats Units Rússia - International Launch Services    | Estats Units Rússia - International Launch Services    |
| 21 de novembre 20:47 | França - Hot Bird 2 | Eutelsat                                        | Geosíncrona                                               | Comunicacions                             | En òrbita                                              | Operacional                                            |
| 24 de novembre 11:05 | Regne Unit - Skylark 7 | Regne Unit - Skylark 7                          | Suècia - Esrange Area S                                   | Suècia - Esrange Area S                   | Alemanya - DLR                                         | Alemanya - DLR                                         |
| 24 de novembre 11:05 | Alemanya - TEXUS 35 | DASA                                            | Suborbital                                                | Investigació de microgravetat             | 24 de novembre                                         | Reeixit                                                |
| 29 de novembre       | Rússia - RT-2PU Topol | Rússia - RT-2PU Topol                           | Rússia - Plesetsk Site 158                                | Rússia - Plesetsk Site 158                | Rússia - RVSN                                          | Rússia - RVSN                                          |
| 29 de novembre       | | RVSN                                            | Suborbital                                                | Prova de míssils                          | 29 de novembre                                         | Reeixit                                                |
| Desembre             | |                                                 |                                                           |                                           |                                                        |                                                        |
| 4 de desembre 06:58  | Estats Units - Delta II 7925 | Estats Units - Delta II 7925                    | Estats Units - Cape Canaveral LC-17B                      | Estats Units - Cape Canaveral LC-17B      | Estats Units - Boeing IDS                              | Estats Units - Boeing IDS                              |
| 4 de desembre 06:58  | Estats Units - Mars Pathfinder | NASA                                            | Heliocèntrica                                             | Mòdul de descens a Mart                   | 4 de juliol 1997 16:57                                 | Reeixit                                                |
| 4 de desembre 06:58  | Estats Units - Sojourner | NASA                                            | Heliocentric                                              | Astromòbil a Mart                         | 4 de juliol 1997 16:57                                 | Reeixit                                                |
| 4 de desembre 06:58  | Primer astromòbil sobre Mart; zona d'aterratge: Ares Vallis El contacte final del Sojourner es va rebre el 27 de setembre de 1997 i la missió es va donar per acabada el 10 de març de 1998 |                                                 |                                                           |                                           |                                                        |                                                        |
| 11 de desembre 12:00 | Ucraïna - Tsyklon-2 | Ucraïna - Tsyklon-2                             | Kazakhstan - Baikonur Site 90/20                          | Kazakhstan - Baikonur Site 90/20          | Rússia                                                 | Rússia                                                 |
| 11 de desembre 12:00 | Rússia - Kosmos 2335 (EORSAT) | MO RF                                           | Terrestre baixa                                           | Reconeixement                             | 1 de gener 1999                                        | Reeixit                                                |
| 18 de desembre 01:57 | Estats Units - Atlas IIA | Estats Units - Atlas IIA                        | Estats Units - Cape Canaveral LC-36B                      | Estats Units - Cape Canaveral LC-36B      | Estats Units Rússia - International Launch Services    | Estats Units Rússia - International Launch Services    |
| 18 de desembre 01:57 | Regne Unit - Inmarsat 3F3 | Inmarsat                                        | Geosíncrona                                               | Comunicacions                             | En òrbita                                              | Operacional                                            |
| 20 de desembre 06:43 | Rússia - Kosmos-3M | Rússia - Kosmos-3M                              | Rússia - Plesetsk Site 132/1                              | Rússia - Plesetsk Site 132/1              | Rússia                                                 | Rússia                                                 |
| 20 de desembre 06:43 | Rússia - Kosmos 2336 (Parus) | MO RF                                           | Terrestre baixa                                           | Navegació                                 | En òrbita                                              | Operacional                                            |
| 20 de desembre 18:04 | Estats Units - Titan IVA (404) | Estats Units - Titan IVA (404)                  | Estats Units - Vandenberg SLC-4E                          | Estats Units - Vandenberg SLC-4E          | Estats Units - Lockheed Martin                         | Estats Units - Lockheed Martin                         |
| 20 de desembre 18:04 | Estats Units - USA-129 (KH-12) | NRO                                             | Terrestre baixa                                           | Reconeixement                             | En òrbita                                              | Operacional                                            |
| 20 de desembre 18:04 | NRO Launch 2 |                                                 |                                                           |                                           |                                                        |                                                        |
| 24 de desembre 13:50 | Rússia - Soiuz-U | Rússia - Soiuz-U                                | Rússia - Plesetsk Site 43/4                               | Rússia - Plesetsk Site 43/4               | Rússia - Roskosmos                                     | Rússia - Roskosmos                                     |
| 24 de desembre 13:50 | Rússia - Bion 11 | Roskosmos                                       | Terrestre baixa                                           | Investigació biològica                    | 7 de gener 1997                                        | Reeixit                                                |
| 28 de desembre       | Xina - DF-21 | Xina - DF-21                                    | Xina - Taiyuan                                            | Xina - Taiyuan                            | Xina                                                   | Xina                                                   |
| 28 de desembre       | |                                                 | Suborbital                                                | Prova de míssils                          | 28 de desembre                                         | Reeixit                                                |

## Encontres espacials
| Data (GMT)     | Nau espacial | Esdeveniment             | Comentaris |
| -------------- | ------------ | ------------------------ | ---------- |
| 27 de juny     | Galileo      | 1r sobrevol de Ganimedes |            |
| 6 de setembre  | Galileu      | 2n sobrevol de Ganimedes |            |
| 4 de novembre  | Galileu      | 1r sobrevol de Cal·listo |            |
| 19 de desembre | Galileu      | 1r sobrevol de Europa    |            |

## EVAs
| Inici Data/Hora     | Duració           | Hora Finalització | Nau espacial                                 | Tripulació                                                          | Comentaris |
| ------------------- | ----------------- | ----------------- | -------------------------------------------- | ------------------------------------------------------------------- | --- |
| 15 de gener 05:35   | 6 hores 9 minuts  | 11:44             | STS-72 Transbordador espacial Endeavour      | Estats Units - Leroy Chiao · Estats Units - Daniel T. Barry         | Es practiquen les tècniques de construcció per a la pròxima Estació Espacial Internacional. Les activitats van incloure la instal·lació d'una safata de cables, es connecten els cables i les línies de fluid, el maneig de petits cargols i perns, i el moviment d'objectes grossos a l'extrem del braç robòtic.                                                                   |
| 17 de gener 05:40   | 6 hores 54 minuts | 12:34             | STS-72 Endeavour                             | Estats Units - Leroy Chiao · Estats Units - Winston E. Scott        | Continuació de les proves tècniques de construcció amb caixes d'utilitat i un puntal de treball portàtil connectat al braç robòtic. Scott també va provar les capacitats de calefacció del seu vestit espacial per viatjar en el braç robòtic en una zona freda, mentre la zona de càrrega del Endeavour estava orientada cap a l'espai.                                            |
| 8 de febrer 14:03   | 3 hores 5 minuts  | 17:08             | Mir EO-20 Kvant-2                            | Alemanya - Thomas Reiter · Rússia - Iuri Guidzenko                  | Es va moure la unitat de maniobres del YMK a la cambra d'aire del Kvant-2 i es va assegurar en el mòdul exterior. Llavors es van recollir els experiments desplegats anteriorment al ESEF. L'equip va ser incapaç d'eliminar una antena del Kristall quan eren incapaços de afluixar alguns perns a l'antena.                                                                       |
| 15 de març 01:04    | 5 hores 51 minuts | 06:55             | Mir EO-21 Kvant-2                            | Rússia - Yury Onufriyenko · Rússia - Iuri Ussatxov                  | Per millorar l'accés a la part exterior del mòdul Kristall, Onufriyenko i Ussatxov van instal·lar un segon braç Strela en el bloc base del Mir. A més es van preparar els cables i connectors per a la futura instal·lació de la Mir Cooperative Solar Array. |
| 27 de març 06:34    | 6 hores 2 minuts  | 12:36             | STS-76 Mir - Transbordador espacial Atlantis | Estats Units - Michael R. Clifford · Estats Units - Linda M. Godwin | Es van afegir quatre cistells per a experiments, anomenats Mir Environmental Effects Payload (MEEP), a l'exterior del mòdul d'acoblament. També s'han provat nous enllaços i restriccions de peu per al seu ús futur en la Mir i l'assemblatge de la propera ISS. Primer EVA del Shuttle-Mir i primer EVA realitzat des d'un Transbordador Espacial acoblat a una estació espacial. |
| 20 de maig 22:50    | 6 hores 20 minuts | 21 de maig 04:10  | Mir EO-21 Kvant-2                            | Rússia - Yury Onufriyenko · Rússia - Iuri Ussatxov                  | Es va traslladar el Mir Cooperative Solar Array (MCSA) des de la seva posició d'estiba del Kristal a una posició final sobre el Kvant-1, i es va preparar la matriu per al desplegament complet. També va llançar un globus amb forma de gran Pepsi, i va ser filmat per a un comercial de televisió.                                                                               |
| 24 de maig 20:47    | 6 hores 43 minuts | 25 de maig 02:30  | Mir EO-21 Kvant-2                            | Rússia - Yury Onufriyenko · Rússia - Iuri Ussatxov                  | Es va completar el desplegament del Mir Cooperative Solar Array (MCSA) en el mòdul Kvant-1. |
| 30 de maig 18:20    | 4 hores 20 minuts | 22:40             | Mir EO-21 Kvant-2                            | Rússia - Yury Onufriyenko · Rússia - Iuri Ussatxov                  | Es va instal·lar la càmera alemanya Modular Optoelectronic Multispectral Scanner (MOMS) a l'exterior del mòdul Priroda. També es va llançar un nou passamà a l'exterior del Kvant-2 per ajudar a posteriors passeigs espacials. |
| 6 de juny 16:56     | 3 hores 34 minuts | 20:30             | Mir EO-21 Kvant-2                            | Rússia - Yury Onufriyenko · Rússia - Iuri Ussatxov                  | Es va instal·lar dos nos experiments detectors americans de micrometeoroides a l'exterior del Kvant-2. També es va substituir un cassette per l'experiment Komza en la superfície del Spektr. |
| 13 de juny 12:45    | 5 hores 42 minuts | 18:27             | Mir EO-21 Kvant-2                            | Rússia - Yury Onufriyenko · Rússia - Iuri Ussatxov                  | Es va instal·lar la biga Rapana a l'exterior del Kvant-1 en previsió de futurs experiments de muntatge de la biga. També es va desplegar manualment el radar Travers en la superfície del Priroda. |
| 2 de desembre 15:54 | 5 hores 58 minuts | 21:52             | Mir EO-22 Kvant-2                            | Rússia - Valeri Korzun · Rússia - Aleksandr Kaleri                  | Es van connectar amb èxit els cables elèctrics als panells solars en la superfície del Kvant-1. |
| 9 de desembre 13:50 | 6 hores 38 minuts | 20:28             | Mir EO-22 Kvant-2                            | Rússia - Valeri Korzun · Rússia - Aleksandr Kaleri                  | Es va completar la construcció de l'estructura de carcassa del Rapana i es va instal·lar l'antena d'acoblament Kurs. També es va assegurar una antena de radioaficionat que s'havia afluixat. |